# ゲンナジー・ヴォロノフ
ゲンナジー・イワノヴィチ・ヴォロノフ（ウォロノフ、ボロノフ、ロシア語: Генна́дий Ива́нович Во́ронов、ラテン文字転写の例：Gennadii Ivanovich Voronov、ユリウス暦1910年8月10日（グレゴリオ暦8月31日） - 1994年4月1日）は、ソビエト連邦の政治家。1962年から1971年までロシア連邦共和国閣僚会議議長（首相）。ソ連共産党中央委員、政治局員候補、政治局員。ソ連最高会議代議員。

## 来歴・人物
トヴェリ県の教師の家庭に生まれる。1929年電気技師として工場勤務。1936年トムスク工業大学を卒業する。1937年ノヴォシビルスク・マルクス・レーニン主義大学を修了する。同年トムスク州共産党キーロフ地区文化宣伝部長。ケメロヴォ州プロコフィエフスク市党委文化・宣伝・煽情部長、書記を経て、1939年チタ州党書記となり、第二書記を経て、1948年州第一書記となる。同時期の1948年から1950年にはチタ市第一書記も兼務した。1955年ソ連農業次官に任命される。1957年オレンブルク州党第一書記に転ずる。1961年ソ連共産党ロシア・ビューロー副議長を経て議長に選出される。1962年ロシア連邦共和国閣僚会議議長（首相）となる。ロシア共和国首相としては、コルホーズの生産性向上のため、生産単位を多人数の生産隊（ブリガーダ）からより少人数の生産隊（ズヴェノー、班、組などとも訳される）に移し、土地や農業機械を半永久的に貸与する「ズヴェノー方式」の導入を試みた。個人農業の利点を生かしたズヴェノー方式でかなりの成果を挙げたとされるが、レオニード・ブレジネフ書記長や農業担当書記のフョードル・クラコフ政治局員の路線と対立したとされた。1971年から1973年までソ連人民統制委員会議長。1973年4月、ソ連共産党中央委員会総会で、ウクライナ共産党第一書記のピョートル・シェレストとともに政治局員を解任された。1994年4月1日モスクワで死去。クンツェヴォ墓地に眠る.。 